# Ion Gheorghe
Ion Gheorghe (sinh ngày 8 tháng 10 năm 1999) là một cầu thủ bóng đá người România thi đấu cho Dinamo București ở vị trí tiền vệ.